# Fernandezina pelta
Espèce
Fernandezina pelta est une espèce d'araignées aranéomorphes de la famille des Palpimanidae.

## Distribution
Cette espèce est endémique du Brésil,. Elle se rencontre dans les États du Minas Gerais à Viçosa et de Rio de Janeiro à Campos dos Goytacazes.

## Description
Le mâle holotype mesure 2,16 mm et la femelle paratype 3,06 mm.

## Publication originale
- Platnick, 1975 : A revision of the palpimanid spiders of the new subfamily Otiothopinae (Araneae, Palpimanidae). American Museum Novitates, no 2562, p. 1-32 (texte intégral).